# Net 1
Net 1 er et teleselskab, der er ejet af AINMT A/S og opererer i Sverige, Norge og Danmark. Firmaet tilbyder mobilt bredbånd med internetdækning i yderområder samt de omkringliggende have i de skandinaviske lande.